# Balanus curvirostratus
Balanus curvirostratus is een zeepokkensoort uit de familie van de Balanidae. De wetenschappelijke naam van de soort is voor het eerst geldig gepubliceerd in 1968 door Menesini.